# Funky House
Funky House ist eine Richtung der House-Musik. Die Tracks weisen in der Regel keine allzu extremen Basslines oder aber Endlos-Loops auf. Oft findet sich auch Gesang (Vocals) in den Tracks wieder.
Charakteristisch für Funky House sind gesampelte Elemente aus Klassikern der 1970er Jahre oder aber auch neu eingespielte Phrasen, die dem „Sound“ der 1970er sehr nahekommen. Ebenfalls prägend ist die Verwendung so genannter Loops, also fortlaufend wiederkehrender Melodiestellen.
Funky House erfuhr ab circa 2000 einen regelrechten Boom, wiewohl bereits Jahre vorher gleichartige Musik existierte.
Heutzutage wird in der Regel von Funky und Vocal House gesprochen, wenn verallgemeinert House als solcher erwähnt wird. Die Geschwindigkeit dieser House-Art weicht nicht sonderlich von den oft standardmäßigen 128 BPM ab.

## Produzenten und DJs
- Felix Da Housecat
- Danny Tenaglia
- DJ Sneak
- Peter Rauhofer / Club 69
- Mousse T.
- Martin Solveig
- Boris Dlugosch
- Dance Rodriguez
- Miguel Migs
- Mike La Funk
- The Disco Boys
- DJ Gregory
- Terrence Parker
- Ian Pooley
- Thomas Bangalter
- Marshall Jefferson
- Sasse aka Freestyle Man
- Vincenzo
- Jay-J
- Nigel Hayes
- Winston Hazel
- DJ Linus
- DJ Deep
- Frankie Knuckles
- Robbie Rivera
- David Morales
- Roger Sanchez
- Erick Morillo
- George Morel
- Junior Jack
- H-Foundation
- Masters At Work
- Boogie Pimps
- Joey Chicago
- DJ Karotte
- Funkey
- B-Rok
- Kinky Movement
- Cassius